# Enseigne (carte à jouer)
Pour les articles homonymes, voir Enseigne.

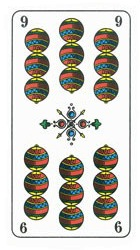
Carte du neuf de grelot d'un paquet au portrait de Saxe, utilisé en Allemagne. L'enseigne, le grelot, est représentée neuf fois dans chaque moitié de carte afin d'indiquer sa valeur, neuf.

Dans le domaine des cartes à jouer, l’enseigne d'une carte, en français courant sa couleur, est la suite à  laquelle elle appartient.

## Généralités
Quasiment toutes les variantes de cartes à jouer utilisées en Europe regroupent les cartes selon quatre enseignes. À l'intérieur d'une enseigne, chaque carte possède une valeur permettant d'identifier si elle est « meilleure » ou « plus haute » qu'une autre ; à moins que les règles du jeu ne le spécifient, il n'existe pas d'ordre particulier entre les enseignes. Il existe donc une carte d'une valeur donnée dans une enseigne donnée.
Le nombre de cartes par enseigne varie suivant les régions des portraits ou les variantes de jeux. Par exemple :
- 14 au tarot français ;
- 13 dans le jeu de 52 cartes utilisé en France ;
- 10 ou 12 dans le jeu de cartes espagnol ;
- 10 dans certaines parties de l'Italie et certains jeux espagnols ;
- 9 en Suisse pour le jass ;
- 8 dans certains jeux d'Allemagne, d'Autriche, et de Hongrie comme le skat ;
- 8 dans le jeu de 32 cartes français ;
- 5 dans le tarokk hongrois (en).

Certains paquets incluent une ou deux cartes spéciales qui n'appartiennent à aucune enseigne, généralement appelées jokers. Les jeux de tarot font usage d'une série additionnelle d'une vingtaine de cartes, les atouts, également sans enseigne.

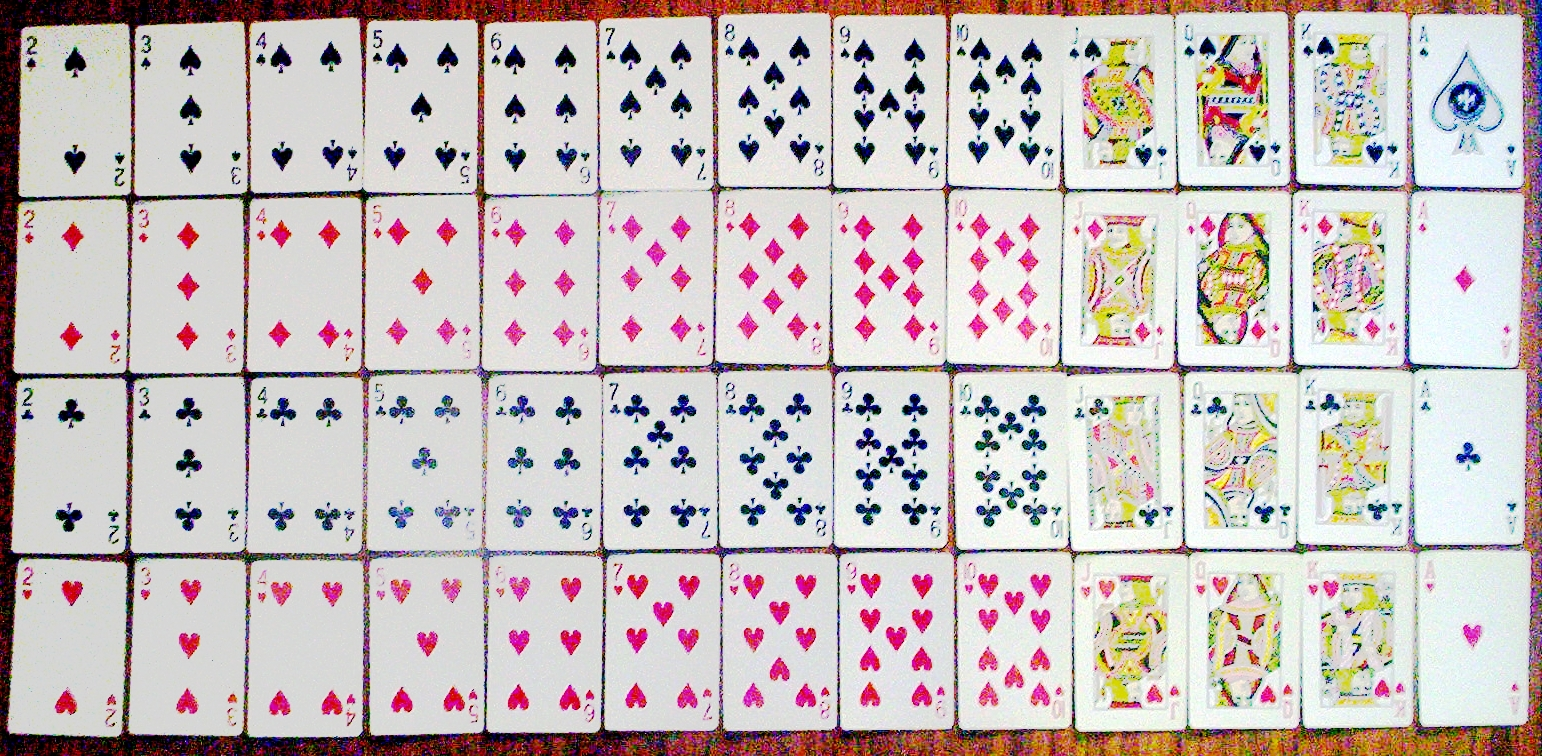
Un jeu de 52 cartes au portrait français, chaque ligne étant groupée par enseigne. De haut en bas : pique, carreau, trèfle et cœur.
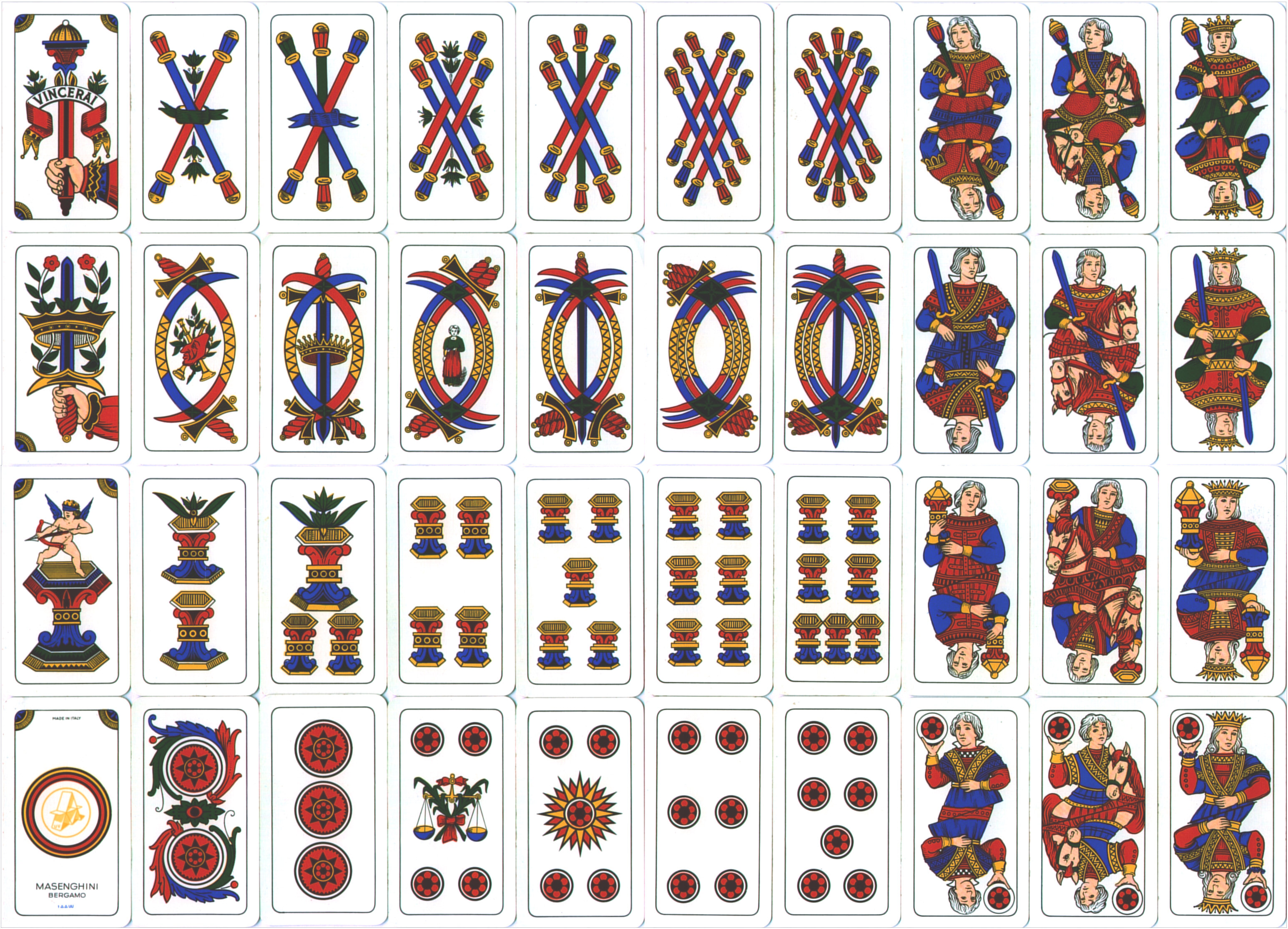
Un jeu de 40 cartes au portrait de Bergame. De haut en bas : bâton, épée, coupe et denier.

## Variations régionales

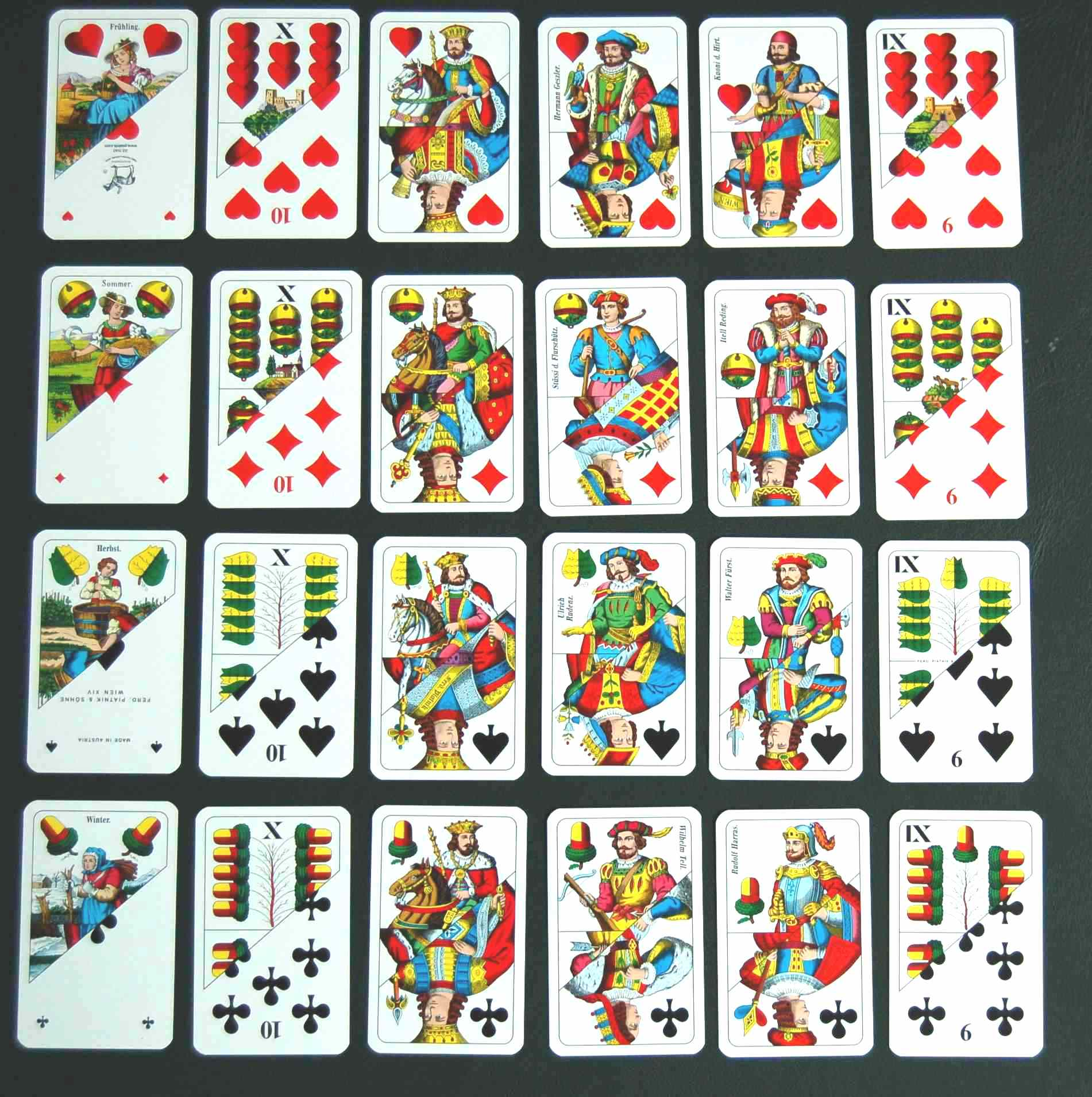
Les cartes d'un jeu de soixante-six destinées à un public divers : chaque carte possède à la fois les enseignes françaises et allemandes.

Les différents jeux de cartes régionaux utilisés en Europe pour des jeux divers font usage de plusieurs types d'enseignes. Les quatre enseignes françaises, pique, cœur, carreau et trèfle, sont les plus répandues au niveau international, y compris dans des régions qui en utilisent traditionnellement d'autres.
L'Espagne et certaines parties de l'Italie font usage des enseignes latines : bâton, coupe, denier et épée. Le dessin de celles-ci varie fortement d'une région à l'autre. Ces enseignes sont également utilisées en France pour l'aluette.
Les enseignes hongroises sont utilisées dans le sud et l'est de l'Allemagne, en Autriche, en Hongrie et en Europe centrale : cœur, grelot, gland et feuille. Leur popularité varie suivant les régions et les jeux : elles se rencontrent dans les jeux de 32 cartes pour le skat et ceux de 48 cartes pour le Doppelkopf. Des paquets sont également disponibles pour ces cartes avec des enseignes françaises munies de quatre couleurs différentes, voire de cartes portant les deux systèmes d'enseignes.
La Suisse utilise traditionnellement des enseignes similaires aux enseignes germaniques : rose, grelot, gland et bouclier.
Le tableau suivant résume ces différentes variantes.
| Jeu                                                                                        | Enseignes                                                    | Enseignes                                                                 | Enseignes                                                        | Enseignes |
| ------------------------------------------------------------------------------------------ | ------------------------------------------------------------ | ------------------------------------------------------------------------- | ---------------------------------------------------------------- | --- |
| Enseignes françaises                                                                       | Cœurs                                                        | Carreaux                                                                  | Trèfles                                                          | Piques |
| Enseignes françaises                                                                       |                                                              |                                                                           |                                                                  | |
| Enseignes allemandes                                                                       | Cœurs                                                        | Grelots                                                                   | Glands                                                           | Feuilles |
| Enseignes allemandes                                                                       | Allemand : Herz (cœur), Rot (rouge) Hongrois : Piros (rouge) | Allemand : Schellen (grelot) Hongrois : Csengő (grelot), Tök (citrouille) | Allemand : Eichel (gland), Ecker (faîne) Hongrois : Makk (gland) | Allemand : Laub (feuille), Grün (vert), Gras (herbe), Blatt (feuille) Hongrois : Zöld (vert), Levél (feuille) |
| Enseignes allemandes                                                                       |                                                              |                                                                           |                                                                  | |
| Enseignes suisses,                                                                         | Roses                                                        | Grelots                                                                   | Glands                                                           | Boucliers |
| Enseignes suisses,                                                                         | Allemand : Rosen                                             | Allemand : Schellen                                                       | Allemand : Eichel                                                | Allemand : Schilten                                                                                           |
| Enseignes suisses,                                                                         |                                                              |                                                                           |                                                                  | |
| Enseignes latines (ici, portraits de Plaisance, Naples, jeu de cartes espagnol et Bergame) | Coupes                                                       | Deniers                                                                   | Bâtons                                                           | Épées |
| Enseignes latines (ici, portraits de Plaisance, Naples, jeu de cartes espagnol et Bergame) | Espagnol : Copas                                             | Espagnol : Oros                                                           | Espagnol : Bastos                                                | Espagnol : Espadas                                                                                            |
| Enseignes latines (ici, portraits de Plaisance, Naples, jeu de cartes espagnol et Bergame) | Italien : Coppe                                              | Italien : Denari                                                          | Italien : Bastoni                                                | Italien : Spade                                                                                               |
| Enseignes latines (ici, portraits de Plaisance, Naples, jeu de cartes espagnol et Bergame) |                                                              |                                                                           |                                                                  | |

## Historique
Il est possible que les cartes européennes arrivent en Europe par l'intermédiaire des mamelouks d'Égypte à la fin du XIVe siècle. Un jeu complet de cartes mameloukes découvert au palais de Topkapı à Istanbul en 1938 contient quatre enseignes de treize cartes chacune : coupes, pièces, épées, et maillets de polo. Remontant au plus à 1400, il permet d'identifier des fragments de jeux datés du XIIe siècle ou du XIIIe siècle.
Les premières cartes à jouer éditées en Europe font usage des enseignes latines (bâtons, deniers, épées et coupes), probablement adaptées directement des jeux de cartes provenant du monde musulman,,. Ces enseignes se retrouvent sur les cartes du tarot Visconti-Sforza, datant du XVe siècle.
Les enseignes françaises sont introduites par les cartiers français à la fin du XVe siècle, probablement par adaptation des enseignes germaniques (glands, grelots, feuilles et cœurs). Les enseignes françaises procèdent d'une simplification des enseignes précédentes, permettant une reproduction plus aisée, un moindre coût de fabrication et une production en masse par xylographie.

## Informatique
À chaque enseigne française correspond une entité HTML d'après le nom anglais :
- Carreau : « &diams; », « ♦ » (diamond, "diamant")
- Cœur : « &hearts; », « ♥ » (heart, "coeur")
- Pique : « &spades; », « ♠ » (spade, "pique, lance")
- Trèfle : « &clubs; », « ♣ » (club,"bâton")

Combinaisons de touche Alt : Alt 3 : cœur ♥, Alt 4 : carreau ♦, Alt 5 : trèfle ♣, Alt 6 : pique ♠
Dans le standard Unicode, les symboles des enseignes françaises sont codés dans la section « symboles de jeu de cartes » du bloc « symboles divers ». Elle compte huit entrées, suivant la couleur des symboles :
- Enseignes françaises noires :
  - Carreau noir : U+2666, « ♦ »
  - Cœur noir : U+2665, « ♥ »
  - Pique noir : U+2660, « ♠ »
  - Trèfle noir :  U+2663, « ♣ »
- Enseignes françaises blanches :
  - Carreau blanc : U+2662, « ♢ »
  - Cœur blanc : U+2661, « ♡ »
  - Pique blanc : U+2664, « ♤ »
  - Trèfle blanc : U+2667, « ♧ »

Un plan dédié, « cartes à jouer », code également individuellement chaque carte d'un jeu de 52 cartes.
Émojis (en principe en couleur) : ♠️ (U+2660 U+FE0F) ♥️(U+2665 U+FE0F)♦️(U+2666 U+FE0F)♣️(U+2663 U+FE0F)